# Großsteingräber bei Sparow
Die Großsteingräber bei Sparow waren zwei megalithische Grabanlagen der jungsteinzeitlichen Trichterbecherkultur bei Sparow, einem Ortsteil der Gemeinde Nossentiner Hütte im Landkreis Mecklenburgische Seenplatte (Mecklenburg-Vorpommern). Heute existiert nur noch ein Grab. Es wird auch als Grab des Wendenkönigs bezeichnet und trägt die Sprockhoff-Nummer 423. Die zweite Anlage wurde im frühen 19. Jahrhundert zerstört.

## Lage
Grab 1 befindet sich etwa 1,2 km nördlich von Sparow und etwa 200 m östlich des Drewitzer Sees in einem Waldstück. Der ursprüngliche Standort des zweiten Grabes ist unbekannt. In der Umgebung der beiden Großsteingräber gab es ursprünglich mehrere bronze- und evtl. eisenzeitliche Grabhügel.

## Forschungs- und Zerstörungsgeschichte
Die beiden Anlagen wurden 1806 durch Hauptmann Friedrich Wilhelm Zinck untersucht, worüber aber nur ein kurzer Fundbericht ohne genauere Beschreibungen der Gräber vorliegt. Grab 2 dürfte wenig später zerstört worden sein, da es bereits 1839 nicht mehr erwähnt wird. 1932 wurde das erhaltene Grab von Ernst Sprockhoff vermessen und unter der Nummer 423 in seinem Atlas der Megalithgräber Deutschlands aufgenommen. Bei den umfangreichen Grabungen, die Ewald Schuldt in den 1960er und 1970er Jahren an den mecklenburgischen Großsteingräbern durchführte, blieb die Anlage von Sparow unberücksichtigt.

## Beschreibung

### Das erhaltene Grab 1

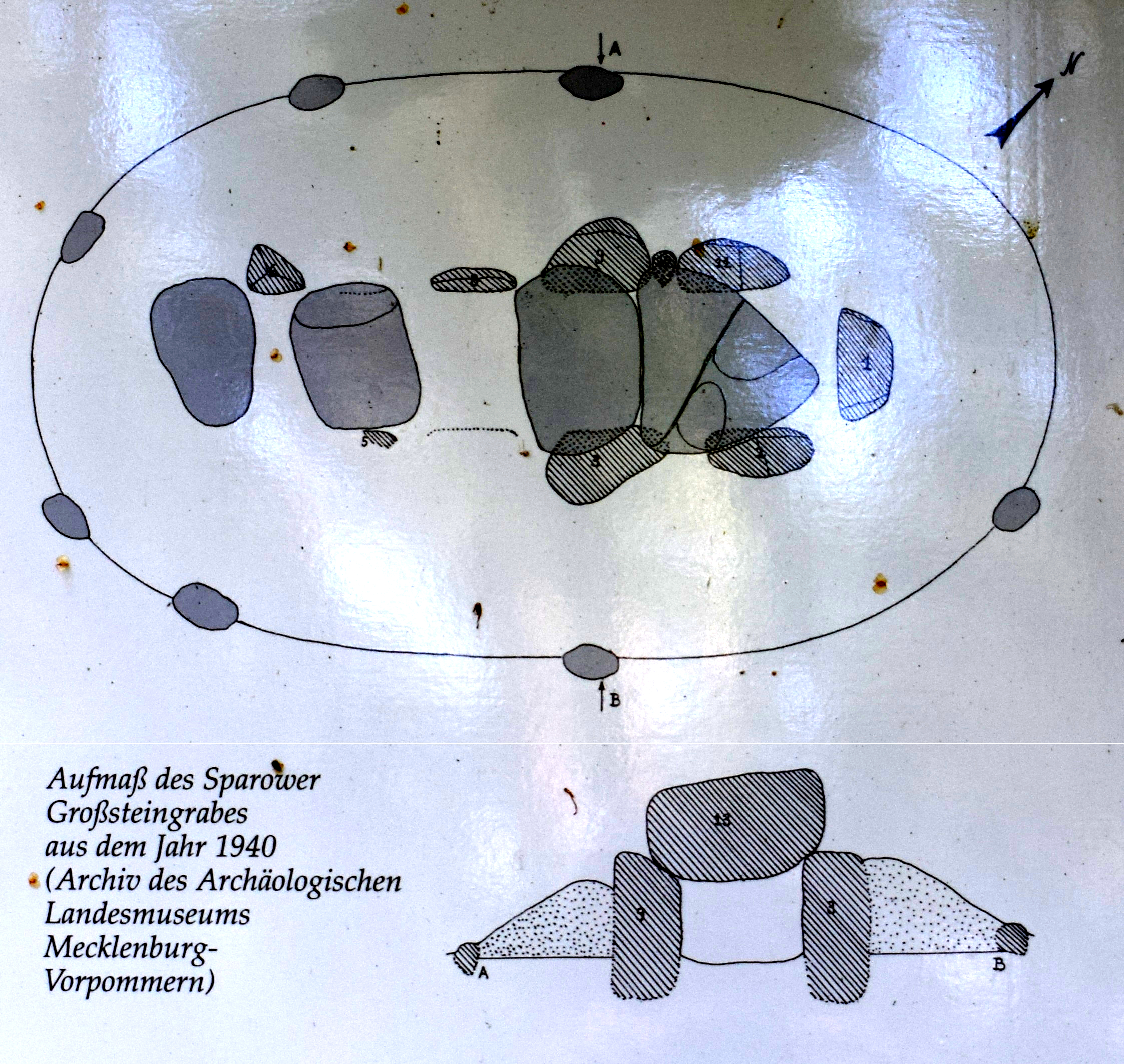
Grundriss und Querschnitt des Grabes

Bei Grab 1 handelt es sich um einen Großdolmen. Es besitzt eine nordost-südwestlich orientierte Grabkammer mit leicht trapezförmigem Grundriss. Ihre Länge beträgt 7,0 m, ihre Breite 2,2 m im Nordosten bzw. 1,8 m im Südwesten. Die beiden Langseiten weisen jeweils vier Wandsteine auf, die bis auf einen alle noch in situ stehen. Der nordöstliche Wandstein der Südostseite ist ins Innere der Kammer geneigt. Von den beiden Abschlusssteinen der Schmalseiten steht der nordöstliche in situ, der südwestliche wurde ein Stück nach außen verschleppt. Von den ursprünglich vier Decksteinen sind noch drei vorhanden. Die beiden nordöstlichen liegen noch auf den Wandsteinen auf, der südwestliche ist ins Innere der Kammer gestürzt. Der nordöstlichste und größte Deckstein misst 2,6 m × 2,4 m × 1,8 m. Von der ursprünglichen Hügelschüttung sind nur noch Reste vorhanden. Nach Schuldt handelte es sich um einen Rollsteinhügel. Von der Umfassung sind nur noch sieben Steine vorhanden.
Vermutlich handelt es sich bei Grab 1 um die größere der beiden von Zinck untersuchten Anlagen. Er fand hier Asche, Keramikscherben und Pferdeknochen.

### Das zerstörte Grab 2
Bei Grab 2 handelt es sich vermutlich um die kleinere der von Zinck untersuchten Anlagen. Eine Baubeschreibung liegt nicht vor. An Funden traten Keramikscherben und eine zerbrochene Nadel zutage. Letztere deutet auf eine bronze- oder eisenzeitliche Nachbestattung hin.